# Psych
Psych är en amerikansk komedi-kriminalserie från 2006.
Shawn Spencer (James Roday) har en särskild förmåga att observera detaljer, och lurar polisen att tro att han är synsk, och hjälper dem att lösa olika fall. Han öppnar en detektivbyrå tillsammans med barndomskompisen Burton 'Gus' Guster (Dulé Hill). Spencers far, som är en pensionerad polis, spelas av Corbin Bernsen. Det är Shawns far som har hjälpt honom att träna upp sin förmåga att observera detaljer, ända sedan han var en liten pojke, ofta mot Shawns vilja. Avsnitten börjar nästan alltid med en återblick från Shawns barndom. 
Psych började sändas i Sverige den 8 juni 2007 på Kanal 5.

## Huvudroller
- Shawn Spencer (James Roday) - Uppfostrad av sin far att se och komma ihåg detaljer, i syfte att träna honom att bli en bra polis. Shawn vill däremot gå sin egen väg, och detta har lett till att han under sina vuxna år har haft ett tjugotal jobb, vilka, enligt honom, alla har varit givande på sina sätt. Han oroar sig inte alltför mycket, utan verkar ta livet lite med en klackspark. När det kommer till spöken och dylikt pratar han mycket om att han inte tror på sådant, men är, när det kommer till kritan, lika vettskrämd som Gus. Trots att han ofta tar sin vän Gus för givet så är han honom lojal. Han har också en förmåga att skoja och skämta bort allvarliga ämnen, men när det till exempel gäller Gus omedelbara säkerhet kan han skärpa till sig.
- Burton "Gus" Guster (Dulé Hill) - Shawns otroligt ansvarstagande barndomsvän och numera försäljare av läkemedel. Han är inte alltid så nöjd med Shawns upptåg, men är ändå trogen (såvida inte blod eller spöken är involverade). Trots att det ofta är Shawn som är den som drar i duon så kan man ibland se att även Gus kan ställa krav. Gus ska inte ses som någon biroll till Shawn, utan som detektivduo kompletterar de varandra bra. Gus är, till skillnad från Shawn, påläst, vilket är till hjälp bland annat när de ska intervjua vittnen. Gus har också ett känsligt luktsinne, vilket har visat sig hjälpa i vissa fall.
- Juliet "Jules" O'Hara (Maggie Lawson) - Lassiters ambitiösa partner (Junior detective). Ett kärleksintresse mellan henne och Shawn har antytts från början och återkommande under seriens gång. Hon och Lassiter tävlar ofta med varandra, andra gånger samarbetar de och utnyttjar då poliskollegan Buzz, för att få de fall de hellre vill ha. Hon har ofta goda instinkter i arbetet, och är duktig "under cover", men har då en tendens att bli lite överentusiastisk.
- Carlton "Lassie" Lassiter (Timothy Omundson) - En väldigt ambitiös polis (Head detective). Lassiter är den enda som absolut vägrar tro på att Shawn är synsk, men han har ännu inte lyckats komma på hur Shawn lyckas lösa fall efter fall, vilket irriterar honom. I början av serien har han separerat med sin fru, men har då inte erkänt detta för andra. Under seriens gång får man inte träffa frun förrän hon begär skilsmässa. Trots att hans framgångar ofta överskuggas av Shawns är han en väldigt erfaren och duktig polis, han är speciellt effektiv i förhörsrummet.
- Karen Vick (Kirsten Nelson) - Från början tillfälligt tillsatt polischef för Santa Barbara- polisen. I avsnittet "Shawn (and Gus) of the dead" (Säsong 2, avsnitt 16) erbjuds hon en tillsvidaretjänst. Hon är den som Shawn och Gus oftast måste övertyga eftersom de anställs från fall till fall som konsulter. Hon verkar ta Shawns förmågor med en nypa salt; hon tror på honom, men är ändå väldigt hård och vill ha övertygande bevis innan hon släpper in honom i polisarbetet. Ibland räcker det med att Shawn vet saker om fallet som han inte borde veta, men ibland behövs mer bevisning än så.
- Henry Spencer (Corbin Bernsen) - Shawns pappa och pensionerad polis. Henry är, tillsammans med Gus, den enda som vet sanningen om Shawns 'förmågor' och han hjälper ofta till när Shawn 'fastnat' i ett fall. Han är skild sedan några år tillbaka. Shawn har länge skyllt på sin far för skilsmässan, men får i avsnittet "Ghosts" (Säsong 3, avsnitt 1) veta av sin mor att det var hon som lämnade Henry, och att Henry gjorde allt för att rädda äktenskapet.

Återkommande roller:
- Buzz McNabb (Sage Brocklebank) -
- Cybill Shepard har gästspelat i tre avsnitt som Shawns mamma.
- Rachel Leigh Cook har gästspelat i några avsnitt som Shawns skolförälskelse och senare i serien som hans flickvän.

## Sammanfattning

### Pilotavsnittet
I pilotavsnittet får vi möta Shawn Spencer som, efter att ha ringt in ett tips till polisen, blir misstänkt för medhjälp till brottet han hjälpt dem lösa. Polisen har svårt att tro på att han kunnat lösa brottet genom att bara se ett nyhetsinslag. För att rädda sig ur situationen hittar han på att han är synsk, vilket leder till att han istället anlitas i en pågående brottsutredning. Med hjälp av sin förmåga att se detaljer lyckas han till slut lösa mysteriet, och lyckas samtidigt övertyga polisen om att han verkligen är synsk. Uppmuntrad av sina framgångar bestämmer han sig för att starta en detektivbyrå med barndomsvännen Gus. De enda som vet om bluffen är Gus och Shawns pappa Henry, som båda motvilligt hjälper Shawn.
I pilotavsnittet spelade Anne Dudek Lassiters partner Lucinda Barry. Hon ersattes i serien av Juliet O'Hara. I serien förklarades det att hon begärt förflyttning för att kunna bo nära sin sjuka mor, det antyds dock att hennes affär med Lassiter kan ha haft något med saken att göra.

## Avsnitt
Åtta säsonger av serien producerades totalt, den sista var något kortare än de föregående sju, 10 avsnitt mot 15-16 avsnitt per säsong. Totalt sändes 121 avsnitt.